# Masters de Canadá 1973
El Abierto de Canadá 1973 (también conocido como 1973 Rothmans Canadian Open por razones de patrocinio) fue un torneo de tenis jugado sobre tierra batida. Fue la edición número 84 de este torneo. El torneo masculino formó parte del circuito ATP. La versión masculina se celebró entre el 20 de agosto y el 26 de agosto de 1973.

## Campeones

### Individuales masculinos
Tom Okker vence a  Manuel Orantes, 6–3, 6–2, 6–1.

### Dobles masculinos
Rod Laver /  Ken Rosewall  vencen a  Owen Davidson /  John Newcombe,  7–5, 7–6.

### Individuales femeninos
Evonne Goolagong vence a  Helga Niessen Masthoff, 7–6, 6–4.

### Dobles femeninos
Evonne Goolagong /  Peggy Michel vencen a  Martina Navratilova /  Helga Niessen Masthoff, 6–3, 6–2.
| Predecesor: Canadá 1972 | Masters de Canadá 1973 | Sucesor: Canadá 1974 |